# Československo na Zimních olympijských hrách 1976
Československo na Zimních olympijských hrách v Innsbrucku v roce 1976 reprezentovalo 58 sportovců, z toho 11 žen. Nejmladším účastníkem byla krasobruslařka Eva Ďurišinová (14 let, 327 dní), nejstarším pak bobista Jiří Paulát (36 let, 103 dní). Reprezentanti vybojovali 1 stříbrnou medaili. 

## Československé medaile
| Medaile | Jméno         | Sport       | Disciplína |
| ------- | ------------- | ----------- | ---------- |
| Stříbro | Družstvo ČSSR | lední hokej | muži       |

## Seznam všech zúčastněných sportovců
| Číslo | Jméno               | Pohlaví | Věk | Sport              |
| ----- | ------------------- | ------- | --- | ------------------ |
| 1     | Bohumír Zeman       | Muž     | 18  | Alpské lyžování    |
| 2     | Miloslav Sochor     | Muž     | 24  | Alpské lyžování    |
| 3     | Dagmar Kuzmanová    | Žena    | 19  | Alpské lyžování    |
| 4     | Jana Gantnerová     | Žena    | 16  | Alpské lyžování    |
| 5     | Ladislav Žižka      | Muž     | 30  | Biatlon            |
| 6     | Miroslav Soviš      | Muž     | 22  | Biatlon            |
| 7     | Zdeněk Pavlíček     | Muž     | 23  | Biatlon            |
| 8     | Josef Malínský      | Muž     | 22  | Biatlon            |
| 9     | Antonín Kříž        | Muž     | 22  | Biatlon            |
| 10    | Václav Sůva         | Muž     | 26  | Boby               |
| 11    | Jiří Paulát         | Muž     | 36  | Boby               |
| 12    | Gabriela Svobodová  | Žena    | 22  | Běh na lyžích      |
| 13    | František Šimon     | Muž     | 22  | Běh na lyžích      |
| 14    | Blanka Paulů        | Žena    | 21  | Běh na lyžích      |
| 15    | Anna Pasiarová      | Žena    | 26  | Běh na lyžích      |
| 16    | Ján Michalko        | Muž     | 28  | Běh na lyžích      |
| 17    | Miroslava Jaškovská | Žena    | 20  | Běh na lyžích      |
| 18    | Milan Jarý          | Muž     | 23  | Běh na lyžích      |
| 19    | Stanislav Henych    | Muž     | 26  | Běh na lyžích      |
| 20    | Jan Fajstavr        | Muž     | 31  | Běh na lyžích      |
| 21    | Jiří Beran          | Muž     | 24  | Běh na lyžích      |
| 22    | Alena Bartošová     | Žena    | 31  | Běh na lyžích      |
| 23    | Ingrid Spieglová    | Žena    | 15  | Krasobruslení      |
| 24    | Alan Spiegl         | Muž     | 16  | Krasobruslení      |
| 25    | Jiří Pokorný        | Muž     | 22  | Krasobruslení      |
| 26    | Eva Peštová         | Žena    | 23  | Krasobruslení      |
| 27    | Zdeněk Pazdírek     | Muž     | 22  | Krasobruslení      |
| 28    | Eva Ďurišinová      | Žena    | 14  | Krasobruslení      |
| 29    | Pavol Svitana       | Muž     | 27  | Lední hokej        |
| 30    | Bohuslav Šťastný    | Muž     | 26  | Lední hokej        |
| 31    | Jaroslav Pouzar     | Muž     | 24  | Lední hokej        |
| 32    | František Pospíšil  | Muž     | 31  | Lední hokej        |
| 33    | Milan Nový          | Muž     | 24  | Lední hokej        |
| 34    | Jiří Novák          | Muž     | 25  | Lední hokej        |
| 35    | Eduard Novák        | Muž     | 29  | Lední hokej        |
| 36    | Vladimír Martinec   | Muž     | 26  | Lední hokej        |
| 37    | Oldřich Machač      | Muž     | 29  | Lední hokej        |
| 38    | Milan Kajkl         | Muž     | 25  | Lední hokej        |
| 39    | Jiří Holík          | Muž     | 31  | Lední hokej        |
| 40    | Jiří Holeček        | Muž     | 31  | Lední hokej        |
| 41    | Ivan Hlinka         | Muž     | 26  | Lední hokej        |
| 42    | Bohuslav Ebermann   | Muž     | 27  | Lední hokej        |
| 43    | Miroslav Dvořák     | Muž     | 24  | Lední hokej        |
| 44    | Jiří Crha           | Muž     | 25  | Lední hokej        |
| 45    | Milan Chalupa       | Muž     | 22  | Lední hokej        |
| 46    | Jiří Bubla          | Muž     | 26  | Lední hokej        |
| 47    | Josef Augusta       | Muž     | 29  | Lední hokej        |
| 48    | Jindřich Zeman      | Muž     | 25  | Saně               |
| 49    | Vladimír Resl       | Muž     | 22  | Saně               |
| 50    | Stanislav Ptáčník   | Muž     | 19  | Saně               |
| 51    | Dana Spálenská      | Žena    | 25  | Saně               |
| 52    | František Zeman     | Muž     | 25  | Severská kombinace |
| 53    | Josef Pospíšil      | Muž     | 22  | Severská kombinace |
| 54    | Karel Kodejška      | Muž     | 28  | Skoky na lyžích    |
| 55    | Rudolf Höhnl        | Muž     | 29  | Skoky na lyžích    |
| 56    | Ivo Felix           | Muž     | 20  | Skoky na lyžích    |
| 57    | Jindřich Balcar     | Muž     | 25  | Skoky na lyžích    |
| 58    | Jaroslav Balcar     | Muž     | 22  | Skoky na lyžích    |